# 古耶沃
古耶沃（羅馬化：Guyevo）是库尔斯克州蘇賈區的村庄。古耶沃村委會行政中心。该定居点在2024年的突袭中被乌克兰武装部队占领。2025年4月，此村再度被俄羅斯武裝部隊收復。